# Tajemnica Brokeback Mountain (opowiadanie)
Brokeback Mountain – opowiadanie amerykańskiej pisarki E. Annie Proulx, będące historią trudnego i niebezpiecznego romansu, który połączył dwóch wiejskich chłopaków w scenerii amerykańskiego Wyoming lat 60. Opowiadanie to posłużyło za kanwę scenariusza wielokrotnie nagradzanego filmu pod tym samym tytułem, który w Polsce był rozpowszechniany jako Tajemnica Brokeback Mountain.
Treść opowiadania jest wyrazem zainteresowań pisarki, która pasjonowała się przemianami społecznymi i ekonomicznymi wiejskich środowisk Vermontu, Nowej Fundlandii, Teksasu i Wyomingu. W opowiadaniu tym dużą rolę odgrywają związki z miejscem, krajobrazem i przyrodą – jest zdeterminowane geograficznie i kulturowo. Według pisarki jest przede wszystkim opowieścią o destruktywnej wiejskiej homofobii.
Bohaterowie Brokeback Mountain dorastali na samotnych, podupadających ranczach. Nie mają zupełnie wykształcenia, są prości i nieokrzesani. Jednego z nich ukształtowała brutalność ojca, drugiego tragiczny wypadek rodziców i bieda. Ennis i Jack poznają się, gdy mając po 19 lat, najęli się do marnej pracy przy sezonowym wypasie owiec. Obydwaj wychowani byli w tradycyjnym środowisku amerykańskiego zachodu. Marzą o sławie na rodeo lub własnym ranczo i rodzinie. Uczucie, które spada na nich w scenerii góry Brokeback, jest nieoczekiwane i zdeterminuje fatalnie ich całe życie.

## Wydania
Opowiadanie to po raz pierwszy ukazało się 13 października 1997, w czasopiśmie The New Yorker. Po raz kolejny autorka umieściła je w zbiorze opowiadań zatytułowanym Close Range: Wyoming Stories, wydanym w 1999.
W Polsce pierwsze wydanie tłumaczenia książki ukazało się w lutym 2006, nakładem wydawnictwa Rebis w związku z promocją filmu. Autorem tłumaczenia tej edycji jest Konrad Majchrzak. Publikację opatrzono esejem Annie Proulx w przekładzie Katarzyny Karłowskiej, opowiadającym o tym, jak powstawało opowiadanie oraz jego filmowa adaptacja.

## Nagrody
Opowiadanie zdobyło tuż po jego pierwszym wydaniu w Nagrodę O. Henry’ego i „National Magazine”. W 2006 Annie Proulx wraz z autorami scenariusza filmowego była również nominowana za Brokeback Mountain do USC Scripter Award.

## Adaptacja
Autorami scenariusza do filmu są hollywoodzcy scenarzyści Diana Ossana i Larry McMurtry. Opowiadanie Annie Proulx, które poznali z publikacji w „The New Yorker”, wywarło na nich tak duże wrażenie, że zdecydowali się kupić z własnych funduszy prawa do przerobienia go na scenariusz. Autorka miała sporo wątpliwości, co do możliwości przełożenia na język filmu tak intymnej historii. Kontrakt zdecydowała się podpisać ze względu na talent pisarski tej pary scenarzystów oraz dużą wiedzę McMurtry’ego na temat obyczajów i języka Zachodu. Gotowy materiał powstał w niecałe trzy miesiące.
Scenariusz w stosunku do pierwowzoru literackiego z konieczności musiał zostać mocno poszerzony, gdyż forma opowiadania jest z definicji dość krótka, a pisarka posługuje się zwięzłym, skondensowanym stylem. Rozwinięta została fabuła, bohaterowie rozbudowani na miarę pełnometrażowego filmu, wprowadzono kilka nowych postaci. Według opinii autorki opowiadania, scenarzystom udało się wykonać świetną pracę. Opowiadanie posłużyło za solidną bazę, a scenarzyści twórczo je wzbogacili, dochowując wierności oryginałowi.
Mimo to scenariusz przez prawie siedem lat czekał na realizację, zanim w 2003 zainteresowała się nim wytwórnia Focus i producent James Schamus. Stworzenie filmu powierzono, nie bez obaw pisarki, tajwańskiemu reżyserowi Angowi Lee, który wywiązał się z zadania znakomicie. Film został przyjęty przez publiczność i krytyków entuzjastycznie. Zdobył m.in. Złotego Lwa, trzy Oscary, dwie nagrody BAFTA i cztery Złote Globy.
Ostatecznie film w porównaniu do opowiadania zawiera kilka różnic. Przede wszystkim pominięto w nim scenę schadzki Ennisa i Jacka w motelu, która w opowiadaniu stanowi kluczowy moment – emocjonujący i determinujący ich dalsze losy. W filmie reżyser zdecydował się przesunąć kulminację akcji w czasie i rozbudzić w widzu emocje w bolesnej scenie rozstania obydwu bohaterów.
W filmie rozbudowane są role żon obydwu bohaterów, które w opowiadaniu są zaledwie naszkicowane. Wykreowane zostały również postaci uboczne kobiet – mądrych i dojrzałych, nie występujących u Annie Proulx. Taką kobietą jest matka Jacka, która rozumie i nie potrzebuje słów. Takimi kobietami są również druga filmowa kobieta Ennisa, którą traci oraz jego starsza córka. W filmie dodano istotny wątek buntu córki i scenę, gdy zaprasza ojca na swój ślub.

Zanim wreszcie zobaczyłam film, dowiedziałam się od Larry’ego i Diany, że jest bardzo dobry, że język nie doznał uszczerbku, że aktorzy zagrali go znakomicie. Nie byłam jednak przygotowana na ten grad emocji, który przeżyłam w trakcie oglądania. Bohaterowie wdarli się z powrotem do mojego umysłu, więksi i silniejsi. [...] Film wytrącił mnie z równowagi. Miałam wrażenie, że podobnie jak starożytni Egipcjanie, którzy cienkim haczykiem wywlekali mózg trupa przez nozdrza, zanim go zmumifikowali, obsada i ekipa pracująca przy tym filmie, wszyscy aż po reżysera, weszli do mojego umysłu i wyciągnęli z niego obrazy. Szczególnie silne było to odczucie w odniesieniu do Heatha Ledgera, który wiedział lepiej niż ja, co czuł i myślał Ennis, i zbudował z przerażającą mocą intymny portret tego boleśnie potrzebującego pomocy chłopaka z rancza. To niesamowite wrażenie, kiedy oglądasz zdarzenia, które zrodziły się w prywatności twoich własnych myśli i które bezradnie starasz się przekazać innym za pomocą maleńkich czarnych znaczków na papierze, jawiące się przed tobą w ramach przytłaczającego doświadczenia wizualnego. Zrozumiałam, że ja, jako pisarka, odbyłam tę najrzadszą z podróży filmowych: moja opowieść nie została okaleczona, tylko wzbogacona o imponujące i poruszające imaginarium, które wstrząsa umysłem i ściska za serce.